# Tataoute
Tataoute  (in arabo تتاوت‎?) è un centro abitato e comune rurale del Marocco situato nella provincia di Taroudant, regione di Souss-Massa. Conta una popolazione di 4 743 abitanti (censimento 2014).